# Baicheng, Shandong
Baicheng (kinesiska: 柏城, 柏城镇) är en köping i Kina. Den ligger i provinsen Shandong, i den östra delen av landet, omkring 250 kilometer öster om provinshuvudstaden Jinan. Antalet invånare är 77235. Befolkningen består av 38 383 kvinnor och 38 852 män. Barn under 15 år utgör 16,0 %, vuxna 15-64 år 70 %, och äldre över 65 år 12,0 %.
Genomsnittlig årsnederbörd är 757 millimeter. Den regnigaste månaden är juli, med i genomsnitt 239 mm nederbörd, och den torraste är januari, med 11 mm nederbörd.